# Saryarka-steppe en Meren van Noord-Kazachstan
Saryarka (Сарыарқа, Gele Berg-rug) is een deel van de Kazachse steppe, gelegen in het noorden van Kazachstan.

## Werelderfgoed
Saryarka werd opgenomen als site (natuurerfgoed) op de Werelderfgoedlijst van UNESCO, namens een beslissing genomen op de 32e zitting van het Werelderfgoedcomité op 8 juli 2008 te Quebec. De opname omvat twee beschermde natuurgebieden, namelijk de natuurgebieden Naūryzym (Kazachs: Наурызым; Engels: Naurzum), gelegen in de Oblast Qostanay en Qorghalzhyn (Kazachs: Қорғалжын; Engels: Korgalzhyn), gelegen in de oblasten Aqmola en Karaganda, met een totale oppervlakte van 450 344 ha.

## Populatie
Het gebied omvat moeraslanden die van groot belang zijn voor trekkende watervogels als tussenhalte en kruispunt op de Centraal-Aziatische vliegroutes voor vogels die vanuit Europa, Afrika en zuidelijk Azië op weg zijn naar hun broedplaatsen in zowel oostelijk als westelijk Siberië. Naar schatting gebruiken jaarlijks ongeveer 15 miljoen vogels dit gebied als foerageerplaats.
Het Qorghalzhyn-reservaat, en vooral het grote Tengizmeer, is bekend voor zijn grote populatie roze flamingo's, die hier hun noordelijkste broedplaats hebben.
Dit gebied is het eerste in Kazachstan dat is geclassificeerd als beschermd gebied volgens de Conventie van Ramsar (Internationale conferentie over het behoud van draslanden en waterwild).
Naast typische bewoners als marmotten en wolven huisvest de steppe van Saryarka ook een aantal bedreigde vogelsoorten en de door jacht sterk gereduceerde populatie van de saïga (Saiga tatarica).